# Преображение Господне (Битуше)
„Преображение Господне/Христово“ (на македонска литературна норма: „Преображение Господне/Христово“) е възрожденска църква, построена в подножието на връх Кърчин над дебърските села Битуше и Ростуше, Северна Македония. Църквата е част от Дебърско-Реканското архиерейско наместничество на Дебърско-Кичевската епархия на Македонската православна църква – Охридска архиепископия. За църквата има легенда, че входът е от Албания, а наосът е в Северна Македония, но храмът е изцяло на територията на Северна Македония. 
Построена е от местния майстор строител Саре Яковов. Иконите в храма са дело на дебърския майстор Саве Попбожинов. Според местна легенда всяка година на храмовия празник 18 август нещо огнено и червено се спуска от църквата към едноименния храм „Свето Преображение“ в останалото в Албания село Ърбеле.